# Baltasar Garzón

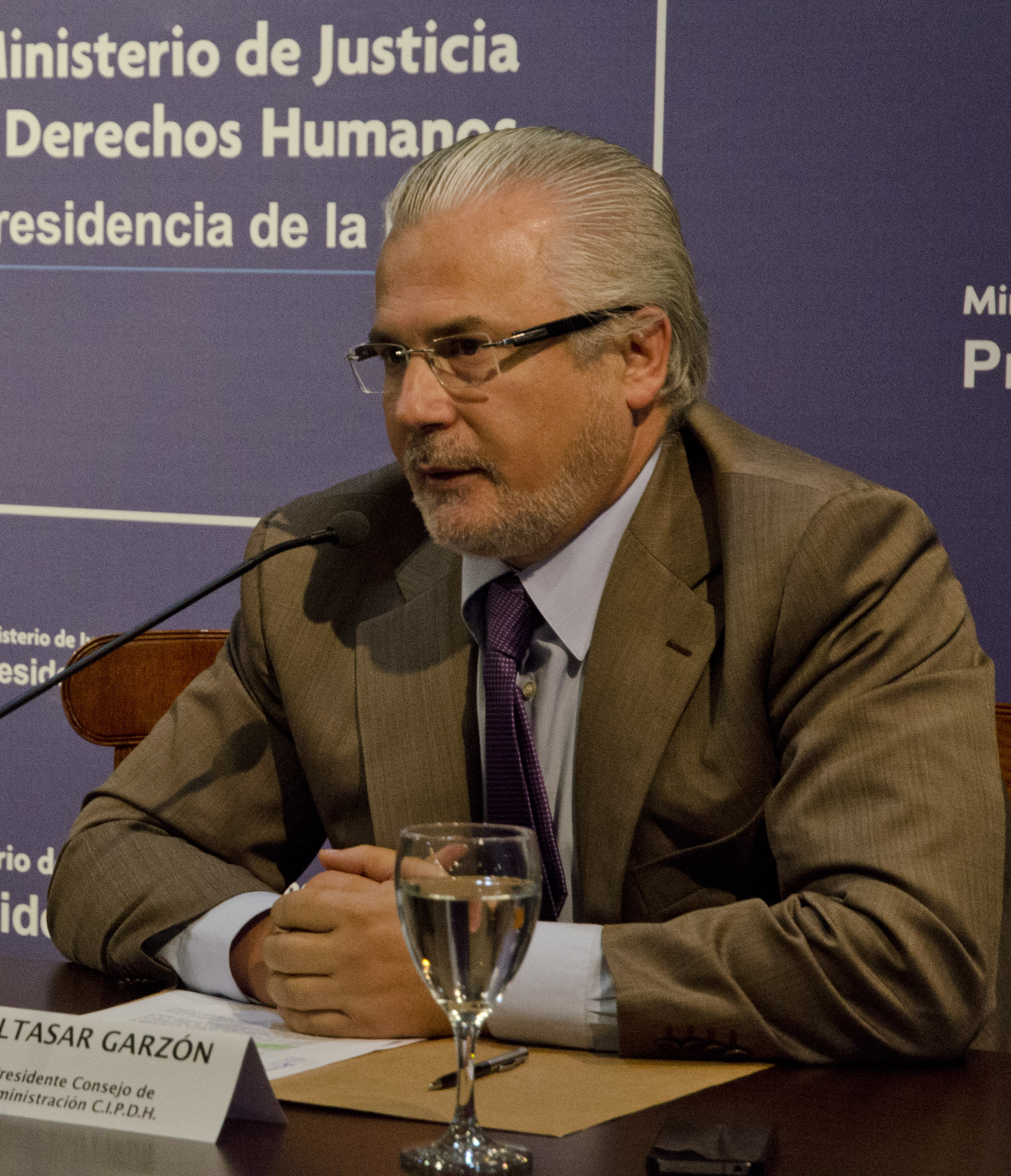
Baltasar Garzón.

Baltasar Garzón Real, född 26 oktober 1955 i Torres, Jaén, Andalusien, är en spansk jurist och före detta domare i Spaniens högsta domstol.

## Biografi
Baltasar Garzón blev känd i Spanien i samband med sin roll i rättsprocesser kring ETA, inklusive sin kritik mot den spanska regeringen som han kritiserade för inblandning i halvofficiella dödsskvadroner som motarbetade ETA i Baskien. Han blev internationellt uppmärksammad 1998 för att ha begärt Chiles före detta diktator Augusto Pinochet utlämnad till Spanien, där Garzón hade för avsikt att ställa honom inför rätta för avrättningar och tortyr under Pinochetregimen. 
Garzón anser att Spanien aldrig gjort upp med Francos tid vid makten. Han blev 2010 avstängd från sin domarpost 2010, anklagad för att ha överträtt sina befogenheter då han undersökte brott mot mänskligheten begångna under Francotiden. Anklagelserna om överträdda maktbefogenheter baserades på den amnestilag som Spanien införde 1977 och som förbjuder utredningar av misstänkta politiska brott begångna före 1976. Garzón har ansökt om, och fått tillstånd till att ta upp, ett vikariat som rådgivare vid Internationella brottmålsdomstolen i Haag under utredningstiden.
2017 har han uppmärksammats för sin kritik av Spaniens regerings hanterande av landets pågående konstitutionella kris.
I mars 2020 drabbades han av COVID-19 och lades in på sjukhus i tio dagar.